# Salvia merjamie
Salvia merjamie là một loài thực vật có hoa trong họ Hoa môi. Loài này được Forssk. miêu tả khoa học đầu tiên năm 1775.